# Creu de Pedralbes
La creu de Pedralbes és una creu de terme situada a la cruïlla de les avingudes de Pedralbes i d'Esplugues, davant del monestir de Santa Maria de Pedralbes, al barri de Pedralbes de Barcelona.

## Història i descripció
Fou encarregada l'any 1945 per la Junta Diocesana de Acción Católica als arquitectes Lluís Bonet i Josep Maria Sagnier, en homenatge a totes les creus que havien estat enderrocades durant la Guerra Civil espanyola.
Amb reminiscències gòtiques, va ser construïda en pedra. Està precedida per una petita escalinata. Té tres escuts de Barcelona esculpits a la base de la columna i el fust és poligonal i llis. El tambor és eneagonal i hi ha les figures de 9 sants que van néixer o morir a la ciutat. La creu té dues cares: en una hi ha la imatge de la Mare de Déu i el nen, i a l'altra Jesucrist crucificat.